# Cissus spectabilis
Cissus spectabilis là một loài thực vật hai lá mầm trong họ Nho. Loài này được Hochst. ex Planch. miêu tả khoa học đầu tiên năm 1887.